# Halsklierdissectie
Halsklierdissectie is het operatief vrijprepareren en verwijderen van een groep lymfeklieren in de hals, meestal als uitvloeisel van een operatie voor een kwaadaardig gezwel. Omdat in de hals vele belangrijke en kwetsbare structuren liggen is dit een lastige operatie die veel deskundigheid en ervaring vereist. 